# Chester (Connecticut)
Chester is een plaats (town) in de Amerikaanse staat Connecticut, en valt bestuurlijk gezien onder Middlesex County.

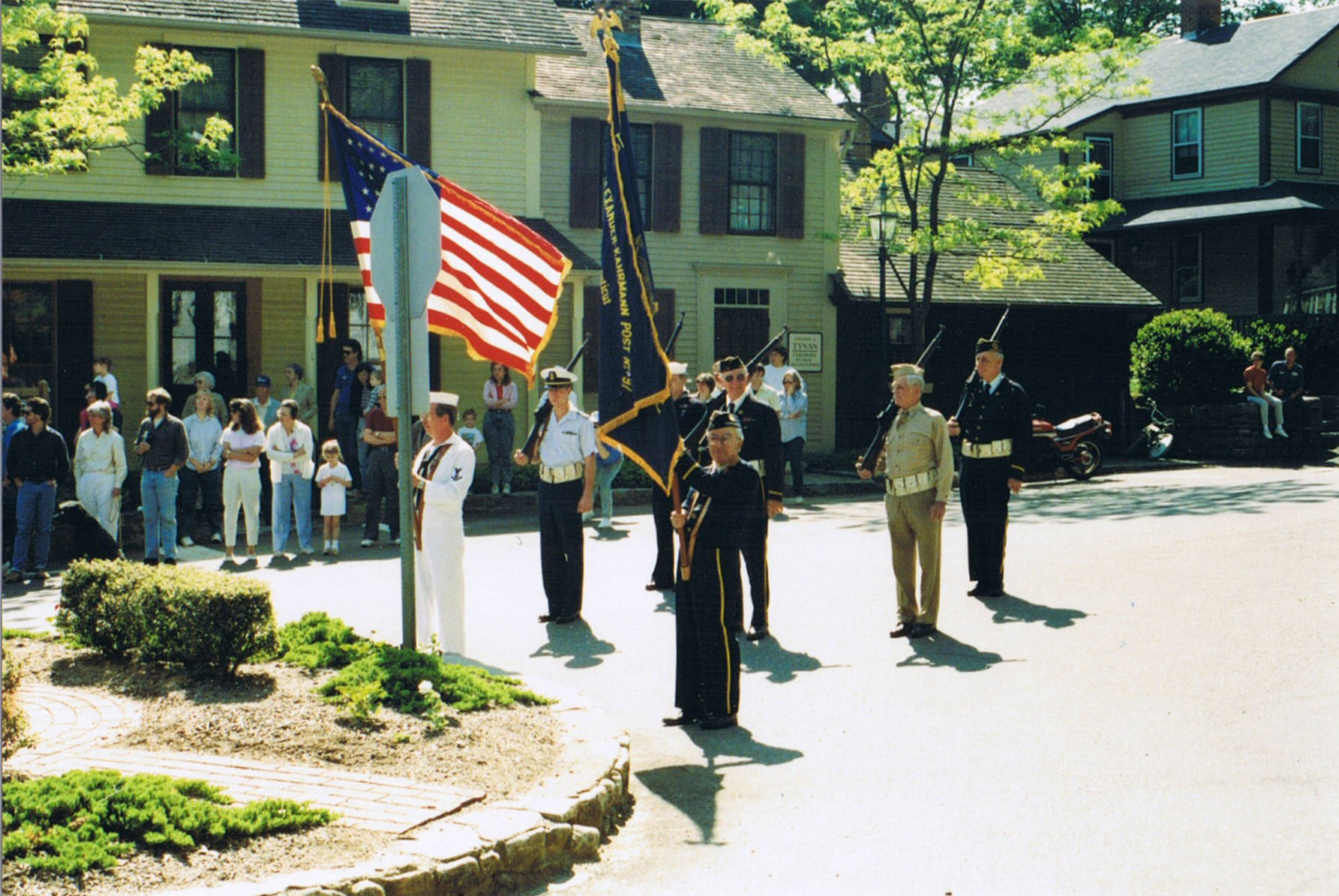
Memorial Day, 1990

## Demografie
Bij de volkstelling in 2000 werd het aantal inwoners vastgesteld op 3743.

## Geografie
Volgens het United States Census Bureau beslaat de plaats een oppervlakte van
43,6 km², waarvan 41,5 km² land en 2,1 km² water.

## Plaatsen in de nabije omgeving
De onderstaande figuur toont nabijgelegen 'incorporated' en 'census-designated' plaatsen in een straal van 16 km rond Chester.